# Xysticus bolivari
Xysticus bolivari là một loài nhện trong họ Thomisidae.
Loài này thuộc chi Xysticus. Xysticus bolivari được Willis J. Gertsch miêu tả năm 1953.